# Китаева (Болховский район)
Китаева — опустевшая деревня в составе Михнёвского сельского поселения Болховского района Орловской области. Население 1 человек (2010), 0 человек (к 2018 г.) .

## История
Кандидат исторических наук А. Ю. Саран пишет (2015), что под названиями Китаева, Бедниково тож сельцо, затем деревня упоминается в документах в 1844—2010 гг.; она входила в следующие АТД: Кривцовская вол., Репнинская вол., Болховский у., Сечинский с/с (1926), Михневский с/с, Болховский р-н(Список-1866. Сб-1889. Сб-1892. Приходы-1905. Болхов-1927. АТД-1976. АТД-2000. Дербенко-2003. Схема-2007. АТД-2010. АТД- 2014).

## География
Деревня расположена в центральной части Среднерусской возвышенности в лесостепной зоне, на севере области и находится на реке Рог. Уличная сеть состоит из одного географического объекта: ул. Соловьиная.
Географическое положение
в 5 км. — административный центр поселения посёлок Щербовский, в 14 км — административный центр района город Болхов.
Климат
близок к умеренно-холодному, количество осадков является значительным, с осадками в засушливый месяц. Среднегодовая норма осадков — 627 мм. Среднегодовая температура воздуха в Болховском районе — 5,1 °C.

## Население
| 2010 |
| ---- |
| 1    |

82 чел. и 8 дворов (1866), 90 чел. в 17 дворах (1889), 122 чел. в 23 дворах (1926), 6 чел. (2000), 3 чел. (2010).
По данным администрации Михнёвского сельского поселения, опубликованным в 2017—2018 гг., в деревне Китаева впроживают 4 человека
Национальный состав
Согласно результатам переписи 2002 года, в национальной структуре населения
русские составляли 100 % от общей численности населения в 8 жителей

## Инфраструктура
Было развито сельское хозяйство. Действовал колхоз им. Чкалова
Также личное подсобное хозяйство.

## Транспорт
Просёлочные дороги.